# Wiatrowiec (Sępopol)
Wiatrowiec (deutsch Wöterkeim) ist ein Ort in der polnischen Woiwodschaft Ermland-Masuren. Er gehört zur Gmina Sępopol (Stadt- und Landgemeinde Schippenbeil) im Powiat Bartoszycki (Kreis Bartenstein).

## Geographische Lage
Wiatrowiec liegt am Ostufer der Pisa (Pissa, hier im Unterlauf auch Dost genannt) in der nördlichen Mitte der Woiwodschaft Ermland-Masuren. Bis zur Kreisstadt Bartoszyce (deutsch Bartenstein) sind es neun Kilometer in westlicher Richtung.

## Geschichte

### Ortsgeschichte
Der Gutsort Wetirkaymen – später Wattakeim und vor 1820 Wetterkein genannt – wurde 1414 gegründet. Von  1820 bis 1945 gehörte das Gut der aus  polnischem Adel stammenden Familie Kobyliński und verfügte gegen Ende des 19. Jahrhunderts mit zwei Vorwerken über 757 Hektar Land. Zugehörig war ein ausgedehnter Landschaftspark. Das Gutshaus stammte aus der zweiten Hälfte des 18. Jahrhunderts.
Am 11. Juni 1874 wurde Wöterkeim Amtsdorf und damit namensgebend für einen Amtsbezirk im ostpreußischen Kreis Friedland im Regierungsbezirk Königsberg der preußischen Provinz Ostpreußen. Im Jahre 1910 waren in Wöterkeim 219 Einwohner gemeldet.
Am  30. September 1928 schlossen sich die Gutsbezirke Louisenhof (polnisch Łobzowo), Rückgarben (Rygarby) und Wöterkeim einschließlich Pöhnen (polnisch Pieny) zur neuen Landgemeinde Wöterkeim zusammen. Die Einwohnerzahl Wöterkeims stieg dementsprechend bis 1933 auf 412 und belief sich im Jahre 1939 auf 543.
In Kriegsfolge wurde 1945 das gesamte südliche Ostpreußen an Polen abgetreten. Wöterkeim erhielt den polnischen Namen „Wiatrowiec“. Der polnische Name ist vom Wort „wiatr“ (Wind) abgeleitet. Die Ortschaft liegt heute innerhalb der Stadt- und Landgemeinde Sępopol (Schippenbeil) im Powiat Bartoszycki (Kreis Bartenstein), von 1975 bis 1998 der Woiwodschaft Olsztyn, seither der Woiwodschaft Ermland-Masuren zugehörig. Bis in die 1980er Jahre verfügte das Gebäude des Gutshauses über wertvolle Schmuckstücke innen und auch außen. Danach wurde vieles davon beseitigt, das Haus verlor seine frühere Pracht, der Park wurde abgeholzt und der Gutsfriedhof zerstört. Das Gutshaus ist heute ein Mehrfamilienhaus.

### Amtsbezirk Wöterkeim (1874–1930)
Der Amtsbezirk Wöterkeim umfasste fünf Gutsbezirke:
| Deutscher Name | Polnischer Name | Anmerkungen                                                          |
| -------------- | --------------- | -------------------------------------------------------------------- |
| Kinnwangen     | Kinwągi         | 1928 nach Paßlack eingemeindet                                       |
| Louisenhof     | Łobzowo         | 1928 nach Wöterkeim eingemeindet                                     |
| Rückgarben     | Rygarby         | 1928 nach Wöterkeim eingemeindet                                     |
| Schmirdtkeim   | Śmiardowo       | 1928 nach Paßlack eingemeindet                                       |
| Wöterkeim      | Wiatrowiec      | 1928 wurde der Gutsbezirk Wöterkeim in eine Landgemeinde umgewandelt |

Am 4. Mai 1930 wurde der Amtsbezirk Wöterkeim in „Amtsbezirk Falkenau“ mit Sitz in Falkenau (polnisch Sokolica) umbenannt.

## Kirche
Bis 1945 war Wöterkeim in die evangelische Kirche Schippenbeil (polnisch Sępopol) in der Kirchenprovinz Ostpreußen der Kirche der Altpreußischen Union, außerdem in die römisch-katholische Kirche St. Bruno in Bartenstein im damaligen Bistum Ermland eingepfarrt.
Heute gehört Wiatrowiec katholischerseits zur Pfarrei Sępopol im jetzigen Erzbistum Ermland, evangelischerseits zur Kirche in Bartoszyce, einer Filialkirche von Kętrzyn (Rastenburg) in der Diözese Masuren der Evangelisch-Augsburgischen Kirche in Polen.

## Verkehr

### Straße
Wiatrowiec liegt an einer Nebenstraße, die die Stadt Sępopol mit der Kreisstadt Bartoszyce verbindet.

### Schiene

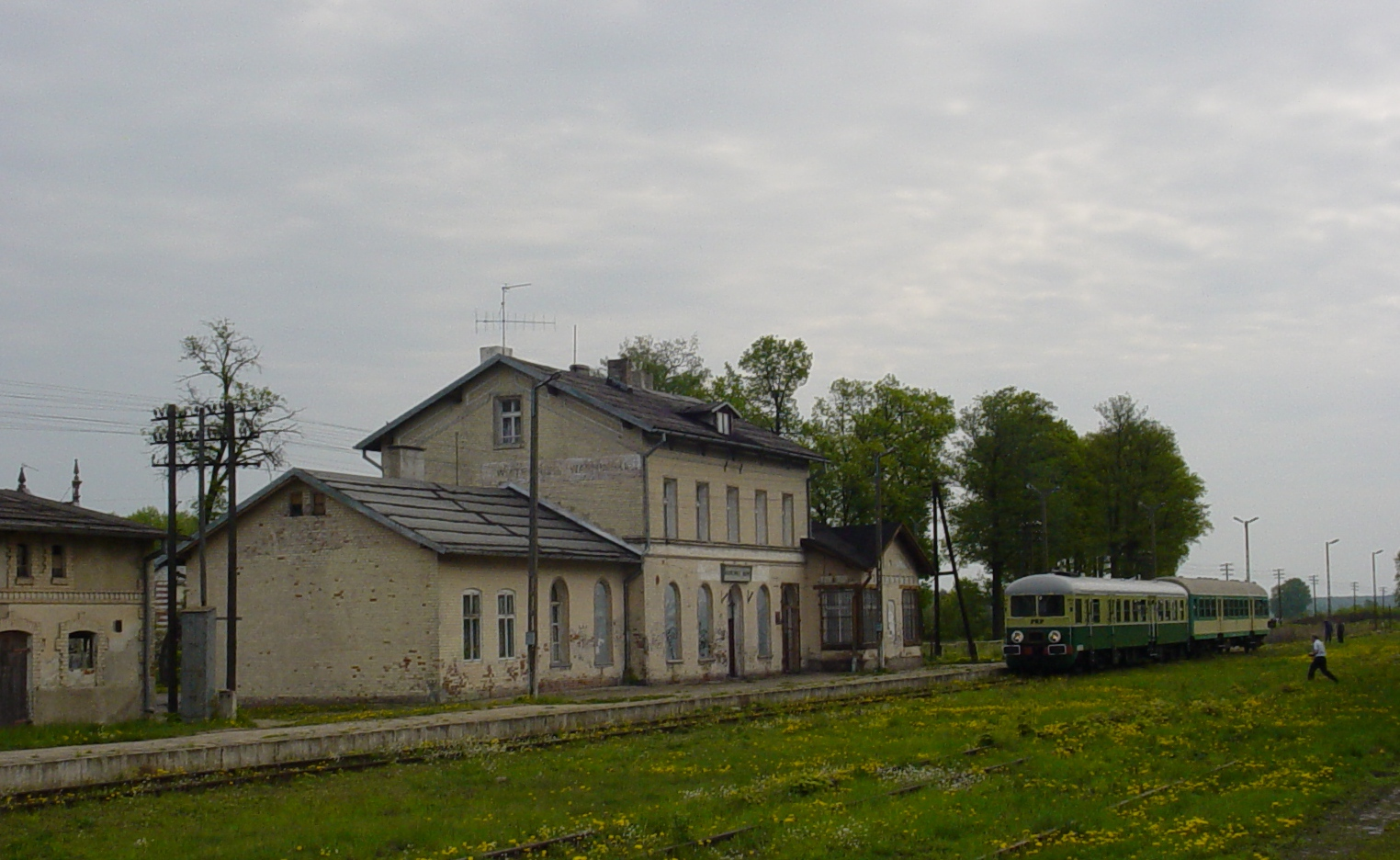
Das einstige Bahnhofsgebäude in Wiatrowiec

Wiatrowiec verfügt über keine Bahnanbindung mehr. Ab 1867 war das damalige Wöterkeim Bahnstation an der Bahnstrecke Königsberg (Preußen)–Preußisch Eylau–Bartenstein–Lyck–Prostken, bis diese nach vorherigen Einschränkungen ab dem Jahre 2002 im Abschnitt Głomno–Korsze nicht mehr befahren wurde. Schon 1991 wurde die seit 1907 betriebene Kleinbahn Wöterkeim–Schippenbeil aufgegeben. Die zwischen 1946 und 1947 Tałowo und nach 1947 Wiatrowiec Warmiński genannte Bahnstation wurde aufgegeben.

## Persönlichkeit
- Reinhard Schiemann (* 20. März 1926 in Wöterkeim), deutscher Chemiker und Tierernährungswissenschaftler († 1988)